# Peter Newmark
Peter Newmark (* 12. April 1916 in Brünn, Mähren; † 12. Juli 2011) war ein britischer Übersetzungswissenschaftler und Linguist. Er lehrte zuletzt als Professor für Translatologie an der University of Surrey und erlangte sowohl in der englisch- als auch in der spanischsprachigen Welt große Bedeutung.

## Leben
Peter Newmark wurde  als Sohn eines britischen Textilunternehmers in Mähren geboren. Er war Schüler der  Rugby School und studierte an der University of Cambridge. Dort war Anthony Blunt sein Französischlehrer. Während des Zweiten Weltkriegs diente er beim Geheimdienst und wurde als Dolmetscher nach Bolzano geschickt. Doch anstatt die Kapitulation zu dolmetschen, diskutierte er mit deutschen Offizieren in der Villa über Dichter der deutschen Romantik. Am nächsten Morgen war die Kapitulation ordnungsgemäß unterzeichnet.  Nach Kriegsende arbeitete er als Lehrer, was schließlich zu seiner Anstellung als Leiter der Modern Language Abteilung des Holborn College of Law, Languages and Commerce führte. Das College wurde schließlich mit dem Polytechnic of Central London zusammengelegt, das Newmark 1981 als Dekan der Sprachenabteilung verließ. Bis zu seinem Tod arbeitete er als Gastprofessor an der University of Surrey und war auch immer wieder als Professor im Ausland (unter anderem Spanien, Kanada) tätig. Er war ein Freund klassischer Musik, des Theaters und aller Arten von Literatur und Poesie. Als  Unterstützer von Amnesty International setzte er sich zudem   für die Sache Palästinas ein.

## Schaffen
Peter Newmark war eine der Hauptfiguren bei der Gründung des Gebiets der Translation Studies in der englischsprachigen Welt in den 1980er Jahren. Die von ihm entwickelte Übersetzungstheorie sorgte für Aufsehen, da er unter anderem die Übertragung eines Textes von einer Sprache in eine andere sowohl als Wissenschaft wie auch als Kunst bezeichnete. Dies ergab sich für Newmark vor allem aus der Idee, dass das Übersetzen eine Suche nach moralischer und faktischer Wahrheit bedeutet und es sich dabei um einen grundlegenden künstlerischen Prozess handelt, der Gefühl, Witz und Eleganz vom Übersetzer fordert. Die Wahrheit eines Textes kann nur dann effektiv wiedergegeben werden, wenn der Leser sie versteht und das ist nach Newmark Zweck und Ziel der Übersetzung. Dies macht den Übersetzer zum „Agenten“ mit  moralischer Verpflichtung, weshalb Newmark betonte, dass die Rolle der Übersetzung eine politische Waffe ist, die genutzt werden kann und sollte, um die Menschenrechte zu verteidigen und Verständnis und Frieden zu fördern.
Er war ein  Wissenschaftler, der sich,  in der britischen Tradition, einer klaren Sprache zur Formulierung seiner Ansichten bediente. Seine Themen umfassten Komparative Linguistik, Semantik und Soziolinguistik.
Die leichte Verständlichkeit dieser Themen erreichte Newmark insbesondere durch die Verwendung praktischer Beispiele. Dementsprechend definierte er seine Übersetzungstheorie als anwendungsorientierte Beschreibung praktischer Probleme. Seine Übersetzungsregeln sind präskriptiv und nicht deskriptiv. Folglich mag es widersprüchlich erscheinen, dass man seiner Meinung nach nicht lehren kann, was einen guten Übersetzer auszeichnet. Doch er war ein Vertreter der Learning-by-Doing-Methode und infolgedessen davon überzeugt, dass Hinweise, Übung, Praxiserfahrung und eben das Lernen an Beispielen schließlich einen guten Übersetzer ausmachen. Damit einhergehend vertrat er die Ansicht, dass es so viele Arten von Übersetzungen gibt, wie es Texte gibt und dass es keine allgemeine Übersetzungstheorie geben kann, da das Übersetzen so vielschichtig und vielfältig ist, dass es extrem ungeeignet für eine ganzheitliche Theorie oder ein Dogma ist.
Seine Grundprinzipien für das Übersetzen sind denn auch eher allgemein gehalten:

„A. The more important the language of a text, the more closely it should be translated, and its cultural component transferred.
B. The less important the language of a text, or of any of its segments, the less closely they need to be translated, and the less its cultural components need to be reproduced; [...]
C. The better written the language of a text, or of any of its segments, whatever their degree of importance, the more closely it too should be translated, provided there is identity of purpose between author and translator as well as a similar type of readership, even if it could just as well be paraphrased.“

Unter „wichtiger Sprache“, die beim Übersetzen beibehalten werden sollte, versteht Newmark dabei grammatisch-syntaktische Auffälligkeiten, Betonungen, stilistische Besonderheiten und fachsprachliche Terminologie. Insofern betrachtete er vor allem die semantische Übersetzung von Wörtern und eine adäquate Übersetzung sollte ihm zufolge so (wörtlich) genau und sparsam wie möglich sein, und zwar in denotativer, konnotativer, referentieller und pragmatischer Hinsicht. Auf diesen Prinzipien aufbauend entwickelte er im Rahmen der sprachenpaarbezogenen Übersetzungswissenschaft sprachliche Übersetzungsverfahren, sog. translation procedures:
- transference – the transference of a Source Language (SL) word to a Target Language (TL) context (le baccalauréat - the ‘baccalauréat’)
- cultural equivalent – the substitution of a TL term for an SL term (le baccalauréat - A level)
- through translation – the literal translation of common collocations (la Communauté Européenne - the European Community)
- literal translation – the translation of one item in the SL by one item in the TL (faire un discours - eine Rede halten - make a speech)
- functional equivalent – the use of a culturally neutral TL term to define the SL culture-specific term (le baccalauréat - the French secondary school leaving examination)
- descriptive equivalent – the explanation of an SL culture-specific term (le baccalauréat - the French secondary school leaving examination in which candidates take 8-10 subjects and which is necessary to gain admission to higher education)
- translation couplet – a strategy which combines two of the above (baccalauréat - the ‘baccalauréat’, the French secondary school leaving examination)

Peter Newmark war auch für die Übersetzungswissenschaften in der spanischsprachigen Welt von großer Bedeutung. Er war Verfasser einer alle zwei Monate erscheinenden Kolumne, The Linguist und Mitglied des Editorial Board des Institute of Linguists.

## Publikationen (Auswahl)
- Approaches to Translation. Pergamon Press 1980
- A Textbook of Translation. Prentice Hall 1987
- About Translation. Multilingual Matters 1991
- Paragraphs on Translation. Multilingual Matters 1993
- More Paragraphs on Translation. Multilingual Matters 1998